# アラン・E・ナース
アラン・エドワード・ナース（Alan Edward Nourse, 1928年8月11日 - 1992年6月19日）は、アメリカ合衆国のSF作家、医師。
表記は、ファーストネームを略してA・E・ナースとも。古い資料では姓をナーズ、ノースと表記するものもある。

## 略歴
アイオワ州生まれ。
主に1950年代のアメリカでSFを執筆した。本来は医学畑の人で、医学をテーマにした作品も少なくない。ノンフィクションの著作もある。アメリカSFファンタジー作家協会の会長を務めたことがある。
日本において長編はあまり知られていない（翻訳されていない）が、短編では水星を舞台にした「焦熱面横断」や次元ものの「虎の尾をつかんだら」などが有名である。

## 作品リスト

### 長編
- 『流刑星タイタン』（Trouble on Titan (1954)、平田みつ子訳、石泉社 / 銀河書房、少年少女科学小説選集15） 1956
  - 『タイタンの反乱』（Trouble on Titan (1954)、中上守訳、角川文庫SFジュブナイル） 1976
- 『憑かれた人』（A Man Obsessed (1955)、下島連訳、東京元々社、最新科学小説全集8） 1956
- Rocket to Limbo (1957)
- Scavengers in Space (1958)
- The Invaders are Coming! （1959) J・A・メイヤーと合作
- Star Surgeon (1959)
- Raiders from the Rings (1962)
- The Universe Between (1965)
- The Bladerunner (1974)
- The Fourth Horseman (1983)

### 中短編（単行本収録された作品のみ）
- 「悪夢の兄弟」（Nightmare Brother (1953)、下島連訳、グロフ・コンクリン編『宇宙恐怖物語』、元々社、宇宙科学小説シリーズ1） 1957
  - 大山優訳、グロフ・コンクリン編『宇宙恐怖物語』（ハヤカワSFシリーズ） 1962
  - 南山宏訳、福島正実, 伊藤典夫編『世界SF全集32』（早川書房） 1969

- 「白いマスクの男」（The Man in the White Mask、林克巳訳、「日本版EQMM」 1959/4 No.34）

- 「心の扉」（Doors in the Mind、林克巳訳、日本版EQMM 1959/11 No.41）

- 「恐喝」（Thou Shalt Not Be Greedy (1958)、丸本聰明訳、「ヒッチコック・マガジン」 1960/3 No.8）

- 「虎の尾」（Tiger by the Tail (1951)、岩下五郎訳、「S-Fマガジン」 1964/1 No.51）
  - 「虎の尾をつかんだら」（中尾明訳、福島正実編『別世界ラプソデー』芳賀書店） 1972
  - 「虎の尾をつかんだら」（中尾明訳、福島正実編『時と次元の彼方から - 海外SF傑作選』講談社文庫） 1975
  - 「虎の尾」（仁賀克雄訳編、『新・幻想と怪奇』、ハヤカワ・ミステリ） 2009

- 「偽態」（The Counterfeit Man / Counterfeit (1952)、伊藤典夫訳、「S-Fマガジン」 1964/4 No.54）

- 「焦熱面横断」（Brightside Crossing (1956)）
  - 伊藤典夫訳、「S-Fマガジン」 1966/7 No.83
  - 伊藤典夫訳、山本弘編『火星ノンステップ - ヴィンテージSFセレクション』（早川書房） 2005

- 「コフィン療法」（The Coffin Cure (1957)、
  - 深町眞理子訳、「S-Fマガジン」 1968/12 No.115
  - 深町眞理子訳、浅倉久志編『世界ユーモアSF傑作選1』（講談社文庫） 1980

- 「旅行かばん」（The Canvas Bag (1955) 、伊藤典夫訳、「S-Fマガジン」 1969/4 No.119）
  - 伊藤典夫訳編、『吸血鬼は夜恋をする - SF ショート・ショート』（文化出版局） 1975
  - 伊藤典夫訳編、『吸血鬼は夜恋をする - SF&ファンタジイ・ショートショート傑作選』 (創元SF文庫)  2022
  - 「ズックの鞄」(抄訳)　伊藤典夫訳、「Men's Club」 1967/4

- 「中間宇宙」（The Universe Between (1951)、団精二訳、「S-Fマガジン」 1970/8 No.136）

- 「似たもの同士」（Family Resemblance (1953)、団精二訳、「S-Fマガジン」 1970/11 No.139）

- 「一つ多すぎた奇跡」（A Miracle Too Many (1964)、フィリッブ・H・スミス共作、大谷圭二訳、ジュディス・メリル編『年刊SF傑作選5』、創元推理文庫） 1973

- 「PRの問題」（Problem (1956)、中上守訳、「奇想天外」 1974/5 No.5）

- 「謎の恒星間航法」（Gold in the Sky (1958)、宮田洋介訳、久保書店SFノベルズ『謎の恒星間航法』） 1979

「黒い惑星」（The Octopus of Space、アレクサンダー・ブレイド、杉山啓二郎訳）と併録
- 「完全なる結婚」（The Compleat Consummators (1964) 、伊藤典夫訳、アイザック・アシモフ他編『三分間の宇宙』、講談社） 1981

- 「親友ボビー」（My Friend Bobby (1954)、伊藤典夫訳、「Men's Club」 1984/9）

- 「取引は取引」（Hard Bargain、浅倉久志, 文源庫共訳、浅倉久志編『すべてはイブからはじまった ミクロの傑作圏』（国書刊行会） 2022

### ノンフィクション（邦訳があるもののみ）
- 『科学者になる人のために』（小島吉雄, 金野正共訳、槙書店） 1967

- 『からだの科学』（小川鼎三訳、ライフ編集部編、タイムライフブックス、ライフ・人間と科学シリーズ） 1974
  - 『からだの科学』（タイムライフブックス編集部編、小川鼎三, 細川宏共訳、タイムライフブックス、ライフサイエンス・ライブラリー） 1975